# ISTAF Indoor
Das ISTAF Indoor (offiziell: Internationales Stadionfest) ist eine Leichtathletikveranstaltung in der Mercedes-Benz Arena in Berlin. Ab 2021 findet zudem das ISTAF Indoor Düsseldorf im PSD Bank Dome in Düsseldorf statt. Die Veranstaltung in Düsseldorf ist Nachfolger des internationalen PSD Bank Meetings.
Es ist der Hallenableger des ISTAF Berlin im Olympiastadion in Berlin.
Beide Meetings sind Teil der World Athletics Indoor Tour des Leichtathletik-Weltverbandes World Athletics in der Kategorie Silver.